# Camila Henríquez Ureña
Camila Henríquez Ureña (9 de abril de 1894, em São Domingos – 12 de setembro de 1973, em São Domingos) foi uma escritora, ensaísta, educadora e crítica literária da República Dominicana, que se naturalizou cidadã cubana. Descendente de uma família de escritores, pensadores e educadores, seus pais, Francisco Henríquez y Carvajal e Salomé Ureña, bem como seus irmãos Pedro e Max, eram literatos notáveis. Seus ensaios foram publicados em Instrucción Pública, Ultra, Archipiélago (fundado por seu irmão, Max), Casa de las Américas, La Gaceta de Cuba, Revista de la Biblioteca Nacional, Revista de la Universidad de La Habana e Revista Lyceum. Feminista e humanista, ela lecionou durante grande parte de sua carreira, defendendo o estudo intelectual para mulheres.

## Infância e família
Henríquez nasceu em São Domingos em 1894. Ela foi a quarta filha e única filha de intelectuais proeminentes, o ex-presidente dominicano, Francisco Henríquez y Carvajal, e a poetisa e educadora, Salomé Ureña . Sua mãe morreu em 1898, quando Henríquez tinha quatro anos; seu irmão, Pedro, serviu como mentor e transmitiu à irmã o legado de sua mãe. Ela tinha outros dois irmãos, Francisco e Max.
Em 1904, Camila mudou-se com seu pai e sua madrasta, Natividad Lauranson, para Cuba. Frequentou a escola primária, Escola Modelo em Santiago de Cuba, e recebeu seu diploma de bacharel pelo Instituto de Segunda Enseñanza de La Habana . Em 1917, a autora recebeu seu doutorado em Filosofia e Letras pela Universidade de Havana com a tese "Francisco de Rioja: su verdadera significación en la lírica española" ("Francisco de Rioja: seu verdadeiro significado na poesia lírica espanhola"). Na mesma universidade, ela se tornou doutora em Pedagogia; sua dissertação, "As ideias pedagógicas de Eugenio María de Hostos ", centrou-se no educador porto-riquenho que foi mentor de sua mãe (Salomé Ureña). Henríquez estudou e trabalhou na Universidade de Minnesota, nos Estados Unidos, de 1918 a 1921, obtendo seu mestrado em artes em 1920. Em 1922, ela retornou a Cuba, e se tornou oficialmente cidadã cubana quatro anos depois. Em meados da década de 1920, Camila foi professora na Academia Herbart, bem como na Escuela Normal de Maestros e no Instituto de Matanzas.

## Carreira
Camila Henríquez Ureña continuou seus estudos de 1932 a 1934 na Sorbonne Université . Em Cuba, na década de 1930, ela participou de eventos de diversas organizações feministas e instituições culturais. No Liceu de Havana, ela atuou como presidente e diretora da revista da instituição. Foi vice-presidente da Unión Nacional de Mujeres (União Nacional das Mulheres), em 1936, e colaboradora da Institución Hispana-Cubana de Cultura . Henríquez liderou os esforços na organização do Terceiro Congresso Nacional Feminino de Cuba, realizado em 1939, e no mesmo ano, foi o oradora de abertura do Primeiro Congresso Nacional Feminino de Havana. Em 1941, ela lecionou no Panamá, Equador, Peru, Chile, Argentina e México, e trabalhou como delegada da Conference General Federation of University Women.
Entre 1942 e 1959, Camila viveu nos Estados Unidos, ensinando no Vassar College, no Middlebury College e no Kentucky 's Centre College . Em 1948, a autora viajou ao México, durante um ano sabático, e foi editora do Fondo de Cultura Económica, um grupo editorial mexicano; já na década de 1950, Henríquez viajou para a Espanha, Itália e França. Acreditando nos ideais da Revolução Cubana, Henríquez retornou a Cuba em 1959, e foi assessora técnica do Ministério da Educação entre 1960 e 1962, além de participar da reestruturação da Universidade de Havana, onde lecionou até sua aposentadoria, em 1970, quando também recebeu o título de professora emérita. Antes de sua morte em 1973, ela se filiou ao Pen Club Cubano, onde foi vice-presidente, e à Comissão Nacional Cubana da UNESCO, como membro.

## Trabalhos selecionados
- "Ideias pedagógicas de Eugenio María de Hostos" (1932)[11]
- "Curso de apreciação literária" (1935)[11]
- "La Poesía en Cuba en 1936" (antologia com Juan Ramón Jiménez e José María Chacón y Calvo (1936)[11]
- "Feminismo" (1939)[11]
- "A mulher e a cultura" (1939)[11]
- "La carta como forma de expressão literária feminina" (1951)[11]